# Perro de asistencia

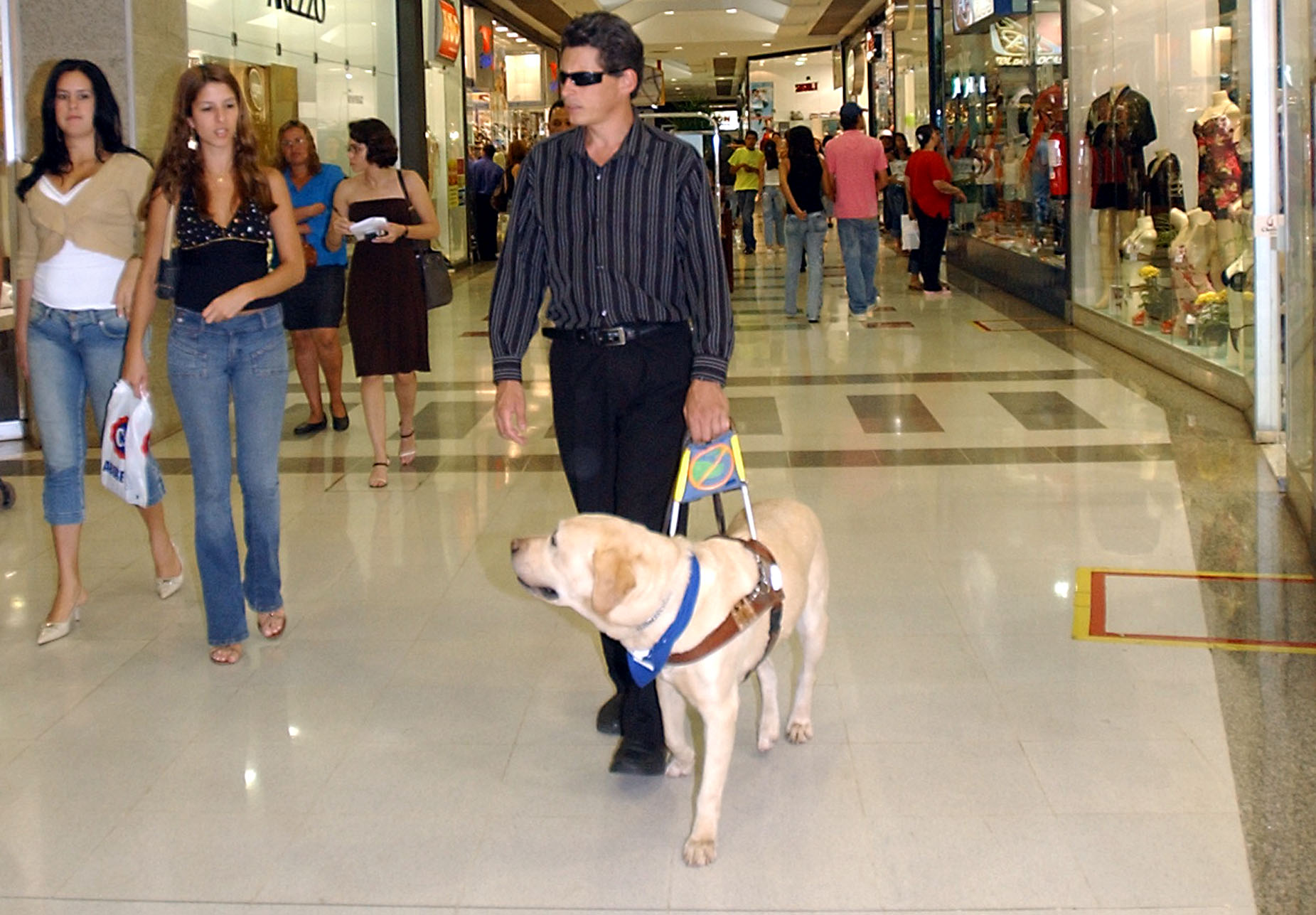
Persona ciega con su perro guía.

Un perro de servicio o asistencia es aquel perro doméstico entrenado para ayudar y asistir a una persona con discapacidad.
Son entrenados por asociaciones o instituciones especializadas, y deberán contar con una certificación de su adiestramiento.
En cuanto a las limitaciones o restricciones por los perros guía, no tienen ningún impedimento a la hora de utilizar áreas públicas (montañas, playas, etc)

## Variedad de definiciones en España
En España, existen cuatro definiciones de perro de asistencia: las de las comunidades autónomas de Euskadi, Galicia, Comunidad Valenciana y Cataluña.
De forma genérica, puede considerarse perro de asistencia aquel que, habiendo sido adiestrado en centros especializados oficialmente reconocidos, haya concluido su adiestramiento y adquirido así las aptitudes necesarias para el acompañamiento, conducción y auxilio de personas con discapacidad.

## Clasificación
De forma amplia y divulgativa podrían incluirse hasta seis categorías de perros de asistencia. La mayor parte de los mismos estarán entrenados para uno de ellos, aunque existen algunos con conocimientos combinados.
- Perros guía o Perro lazarillo. Adiestrado para guiar a una persona con discapacidad visual o sordociega (el término sordociego o sordoceguera se escribe junto desde su reconocimiento como discapacidad única y no como la suma de la sordera más la ceguera).
- Perros de señalización de sonidos. Los perros señal o perros para personas sordas están adiestrados para avisar físicamente a las personas con discapacidad auditiva de distintos sonidos cotidianos y conducirles a su fuente de procedencia, o alertarles en el caso de sonidos como las alarmas.
- Perros de servicio. Adiestrados para prestar ayuda a personas con alguna discapacidad física en las actividades de su vida diaria, tanto en su entorno privado como en el entorno externo. Ejemplos de esto son la asistencia para la movilidad, petición de ayuda mediante teléfono o sistema de comunicación exterior, transporte de información, bloqueo de la persona ante un objeto o situación de peligro, etc.
- Perros de respuesta médica o de aviso. Adiestrados para dar alerta médica a personas que padecen epilepsia, diabetes ...
- Perro de asistencia en autismo. Adiestrados para cuidar de la integridad física de una persona con trastorno del espectro autista, guiarla y controlar las situaciones de emergencia que pueda sufrir.[2]
- Perros incluidos en proyectos de terapia asistida con animales de compañía, (Canoterapia); destinados a: visitas a hospitales, centros geriátricos, pisos tutelados, centros para personas con discapacidad o viviendas particulares, entre otros.[3]

### Vídeos
- Perros de Asistencia (AEPA)
- Team Master Dog. Entrega de Premios a Perros de Asistencia.
- Perros de Asistencia para niños con autismo (Kuné)
- Perros de Asistencia para movilidad reducida (Kuné)

- Datos: Q38629
- Multimedia: Assistance dogs / Q38629